# Hermann von Fischel
Hermann von Fischel född 13 januari 1887 i Kiel, Kejsardömet Tyskland, död 13 maj 1950 i det sovjetiska krigsfånglägret Budirka, tysk sjömilitär, amiral 1941. Bl.a. utsedd som chef för transportflotta B inför Operation Sjölejon (Seelöwe).